# Дахір
Дахір (*राजा दाहिर, 661 —712) — 3-й магараджа з Брамінської династії у 679–712 роках.

## Життєпис
Походив з Брамінської династії. Син Чача, магараджі Сінду. В молоді роки допомагав спочатку батькові, потім дядькові Чандару в управлінні державою. По смерті останнього у 679 році зайняв трон. Втім зіткнувся з повстанням свого брата Сени, якого зумів здолати. Тоді переміг свого небожа Чача. Вслід за цим владу Дахіра визнали усі його васали.
Стабільною ситуація залишалася до 687 року, коли війська Пратіхарів вдерлися на землі Дахіра, взявши в облогу столицю Алор. Втім Дахір витримав облогу, проте змушений був визнати себе васалом. Дахіру вдалося відновити свою влади при допомозі арабів-найманців, які завдали поразки військам Пратіхарів.
У 708 році почався конфлікт Дахіра з Арабським халіфатом. Спроба арабських військ на чолі із Баділ бін Тухфою захопити Сінд завершилася поразкою арабів при Дебалі (сучасне м. Карачі).
У 711 році араби на чолі з Мухамадом ібн Касімом розпочали нову військову кампанію проти Дахіра. Останній не зміг протидіяти стрімкому наступу ворога. В результаті араби у 712 році захопили Дебал, землі навколо нього. У цей час сказалася жорстка політика Дахіра проти буддистів, які сіяли паніку та переходили на бік ібн Касіма. Останній переміг Дахіра при переправі через Інд. Біля Равара відбулася вирішальна битва, в якій Дахір зазнав поразки й загинув. Вслід за цим араби захопили Брахманабад, столицю Алор і зрештою Мультан.